# 米罗·洛威尔
米罗·洛威尔（Milo Rowell，1903年7月25日—1977年10月7日），美国律师、陆军中校及法務官，以起草《日本国宪法》而知名。
洛威尔生于美国加利福尼亚州弗雷斯诺，毕业于斯坦福大学和哈佛大学法学院，1926年返回弗雷斯诺开办了私人法律事务所。1943年，洛威尔加入美国陆军。1945年日本战败投降后，洛威尔前往东京，担任麦克阿瑟领导下的盟军司令部法务官。他与民政局局长考特尼·惠特尼准将草拟了日本宪法。